# المقيصع (تعز)
المقيصع هي إحدى قرى الجمهورية اليمنية. تتبع جغرافيا لمحافظة تعز وإداريًا لمديرية موزع. يبلغ تعداد سكانها 3878 نسمة حسب الإحصاء الذي أجري عام 2004.